# چارلز دابسون
چارلز دابسون (به انگلیسی: Charles Dobson) بازیکن فوتبال زادهٔ ۹ سپتامبر ۱۸۶۲ اهل کشور انگلستان بود که سابقهٔ بازی در تیم ملی فوتبال انگلستان را در کارنامهٔ خود دارد. وی در تاریخ ۱۳ مارس ۱۸۸۶ تنها بازی ملی خود را در مقابل تیم ملی فوتبال ایرلند انجام داد.